# Wiesław Niewęgłowski
Wiesław Aleksander Niewęgłowski (ur. 11 lipca 1941 w Zbuczynie, zm. 14 grudnia 2023) – polski prezbiter rzymskokatolicki, pracownik naukowy i pisarz, duszpasterz środowisk twórczych.

## Życiorys
Ukończył I LO im. B. Prusa w Siedlcach.
W latach 1961–1966 studiował na Katolickim Uniwersytecie w Lublinie filologię polską, teatrologię, teorię filmu; studia wyższe ukończył pracą magisterską. Pomiędzy 1966 a 1970 kontynuował naukę w Metropolitalnym Seminarium Duchownym w Warszawie. 24 maja 1970 otrzymał święcenia kapłańskie.
W okresie 1974–1982 był duszpasterzem akademickim w kościele św. Anny w Warszawie. Z jego inicjatywy powstały Tygodnie Kultury Chrześcijańskiej (1975) oraz Duszpasterstwo Środowisk Twórczych (1978).
W latach 1978–2012 ks. Niewęgłowski pełnił funkcję Krajowego Duszpasterza Środowisk Twórczych. Był inicjatorem budowy kościoła środowisk twórczych przy pl. Teatralnym, pod wezwaniem św. Brata Alberta – patrona twórców i św. Andrzeja Apostoła – patrona dawnego kościoła stojącego w tym miejscu. Do świątyni sprowadził relikwie obu patronów. Od konsekracji świątyni w 1999 do 2012 pełnił funkcję jej rektora.
We wrześniu 2006 „Życie Warszawy” zarzuciło ks. Niewęgłowskiemu, że był tajnym współpracownikiem SB o pseudonimie „Recenzent”. Ks. Niewęgłowski temu zaprzeczył i zwrócił się do IPN o przyznanie mu statusu pokrzywdzonego. W lutym 2008 został oczyszczony z zarzutu przez Kościelną Komisję Historyczną.
Od 9 grudnia 1996 był doktorem w zakresie nauk teologicznych Akademii Teologii Katolickiej, od 1999 Uniwersytetu Kardynała Stefana Wyszyńskiego. Po 2002 kierował Zakładem Dziennikarstwa Telewizyjnego w Instytucie Edukacji Medialnej i Dziennikarstwa UKSW. Ponadto wykładał:
- 1984–1999 oraz 2004 w Wyższym Seminarium Duchownym w Siedlcach,
- 1996–1998 w Akademii Teatralnej w Warszawie,
- 1996–1999 w Akademii Teologii Katolickiej w Warszawie (ATK),
- 1996–2001 w Akademii Sztuk Pięknych w Warszawie,
- 1996–2002 w Papieskim Wydziale Teologii w Warszawie.

Od 1997 był redaktorem telewizyjnych programów katolickich w telewizji publicznej TVP3 (od 2007 TVP Info) i WOT.
W 1999 został przyjęty do Zakonu Rycerskiego Grobu Bożego w Jerozolimie. W 2006 otrzymał Krzyż Wielki z Gwiazdą Orderu Świętego Stanisława.

## Wybrane publikacje
- Koniec nici złotej – cz. 1 Warszawa 1978, cz. II 1979.
- Od słowa do milczenia – Warszawa 1980,
- Życiorys Ks. Stefana kardynała Wyszyńskiego – wydany przez Sekretariat prymasa Polski, Warszawa 1981, s. 1–16.
- Miniatury Ewangeliczne – Warszawa 1984,
- Między ziemią a niebem – Poznań 1989
- Z ziemi podnoszę mój głos – Paryż 1992,
- W cieniu Słowa – Warszawa, t. I. 1992, t. II 1993, drugie wydanie: Kraków, 1999 rok A, 2000 rok B, 2001 rok C, trzecie wydanie: Lublin, 2001, rok A, B, C
- Podróż do samego siebie – Warszawa 1994,
- Moje Msze nie moje – Warszawa 1995,
- Nowe Przymierze Kościoła i środowisk twórczych – Warszawa 1997,
- Leksykon Świętych – Warszawa 1998, kolejne wydania: 1999, 2004, 2006, ISBN 978-83-88848-25-4.
- Pielgrzymka Ojca Świętego Jana Pawła II w Archidiecezji Warszawskiej – Warszawa 1999,
- Szansa dla Boga – medytacje telewizyjne – Warszawa 2000,
- Droga Krzyżowa Na Drogach Świata – Warszawa 2001,
- Miniatury Ewangeliczne – Warszawa 2001,
- W cieniu Słowa – Lublin 2001,
- Od Słowa do milczenia – Lublin 2002,
- Anioły – Wydawnictwo: Rosikon Press; Warszawa 2003, ISBN 83-88848-04-6, ISBN 978-83-88848-04-9.
  - książka wyróżniona nagrodą Feniksa jako najpiękniejsza książka roku 2003,
  - książka wyróżniona w konkursie Edycja w roku 2004
- Ojcze nasz... – Lublin 2003,
- Różaniec nowego wieku – Lublin 2003,
- Co Jezus widział z krzyża? – Lublin 2003,
- Zdrowaś Maryjo – Warszawa – Lublin 2003,
- Osiem Błogosławieństw (Orędzie o szczęściu) – Lublin-Warszawa 2004,
- Uśmiech i miecz – Warszawa 2004, ISBN 83-88848-10-0.
- Najmilszy z Gości (Rozważania o Duchu Świętym) – Warszawa – Lublin 2004,
- Trzy Adwenty, Lublin-Warszawa, 2005
- Gottes Welt und ihre Geheimnisse, ISBN 978-3-89710-310-8, Bonifatius GmbH Druk, Dortmund, 2005
- Ojcze Święty witamy w Warszawie, Warszawa, 2006
- Święty Andrzeju módl się za nami, Warszawa, 2006
- Matka Nadziei w nadziei, Warszawa, 2007
- Święty Andrzej Apostoł na drogach świata, Ząbki, 2008
- Kościół i media w dialogu, Warszawa, 2008
- Kościół i kultura w dialogu, Warszawa, 2008
- Uchylone niebo. Medytacje w dwu wersach, Warszawa 2010, ISBN 978-83-88848-93-3.
- Jezus Dzisiaj. Medytacje telewizyjne, Warszawa 2010, Apostolicum Wydawnictwo Księży Pallotynów Prowincji Chrystusa Króla, ISBN 978-83-7031-728-7.
- Kolędy polskie, ISBN 83-911163-7-9.
- Kościół i kultura w latach osiemdziesiątych XX wieku. Doświadczenia warszawskie, ISBN 978-83-7629-329-5, Oddział Instytutu Pamięci Narodowej, Katowice-Warszawa, 2011
- Módlmy się, ISBN 978-83-63602-22-2,Wydawnictwo JUT, Szczebrzeszyn,2013
- Ziemia Jezusa. Dawniej i dzisiaj, Apostolicum Wydawnictwo Księży Pallotynów Prowincji Chrystusa Króla, ISBN 978-83-7031-870-3, Ząbki, 2013